# Nils Lillienanckar
Nils Lillienanckar (före adlandet Lilja), född 24 december 1695, död 2 november 1773, var en svensk sjömilitär.
Nils Lillienanckar föddes i Karlskrona som son till varvskaptenen Johan Larsson Lilja och Annika Böös. Redan 1709 kom Lillienanckar i tjänst vid amiralitetet, och bevistade som lärstyrman 1710 sjöstriden mot danskarna i Kjögebukt samt som medelstyrman svenskarnas anfall mot ryska flottan i Reval 1715 och träffningen mot danskarna vid Radön. Befordrad till amiralitetslöjtnant 1717, återtog han som befälhavare på brigantinen Göja två priser, och tjänstgjorde 1722-25 för sin utbildning i sjöyrket som styrman på åtskilliga handelsfartyg, därunder han bland andra äventyr deltog i en strid mot sjörövare på Afrikas nordkust. Han utnämndes 1735 till kaptenlöjtnant, och deltog som sådan i kriget mellan Sverige och Ryssland 1741-43 och blev 1747 varvskapten vid Göteborgs eskader. 1755 utnämndes han till kommendörkapten, och tjänstgjorde under viceamiral Axel Lagerbielke på den förenade svensk-ryska flottan under pommerska kriget, och befordrades efter krigets slut till schoutbynacht 1765 och blev två år därefter chef för örlogseskadern i Göteborg. För sin skicklighet och trogna tjänster upphöjdes han, jämte sin son 1770 till adligt stånd och antog namnet Lillenanckar. år 1771 utnämndes han till viceamiral.